# Errol Stevens
Errol Anthony Stevens (Kingston, 9 maggio 1986) è un ex calciatore giamaicano, di ruolo attaccante.

## Carriera

### Club
Ha giocato nella massima serie giamaicana, in quella russa e in quella vietnamita.

### Nazionale
Nel 2011 ha esordito in nazionale.

## Statistiche

### Cronologia presenze e reti in nazionale
| Cronologia completa delle presenze e delle reti in nazionale ― Giamaica | Cronologia completa delle presenze e delle reti in nazionale ― Giamaica | Cronologia completa delle presenze e delle reti in nazionale ― Giamaica | Cronologia completa delle presenze e delle reti in nazionale ― Giamaica | Cronologia completa delle presenze e delle reti in nazionale ― Giamaica | Cronologia completa delle presenze e delle reti in nazionale ― Giamaica | Cronologia completa delle presenze e delle reti in nazionale ― Giamaica | Cronologia completa delle presenze e delle reti in nazionale ― Giamaica |
| Data                                                                    | Città                                                                   | In casa                                                                 | Risultato                                                               | Ospiti                                                                  | Competizione                                                            | Reti                                                                    | Note                                                                    |
| ----------------------------------------------------------------------- | ----------------------------------------------------------------------- | ----------------------------------------------------------------------- | ----------------------------------------------------------------------- | ----------------------------------------------------------------------- | ----------------------------------------------------------------------- | ----------------------------------------------------------------------- | ----------------------------------------------------------------------- |
| 6-9-2011                                                                | Fort Lauderdale                                                         | Colombia                                                                | 2 – 0                                                                   | Giamaica                                                                | Amichevole                                                              | -                                                                       |                                                                         |
| 18-5-2012                                                               | Montego Bay                                                             | Giamaica                                                                | 1 – 0                                                                   | Guyana                                                                  | Amichevole                                                              | -                                                                       | 53’                                                                     |
| 27-5-2012                                                               | Kingston                                                                | Giamaica                                                                | 0 – 1                                                                   | Panama                                                                  | Amichevole                                                              | -                                                                       | 66’                                                                     |
| 12-6-2012                                                               | North Sound                                                             | Antigua e Barbuda                                                       | 0 – 0                                                                   | Giamaica                                                                | Qual. Mondiali 2014                                                     | -                                                                       | 75’                                                                     |
| 13-10-2015                                                              | Seul                                                                    | Corea del Sud                                                           | 3 – 0                                                                   | Giamaica                                                                | Amichevole                                                              | -                                                                       | 77’                                                                     |
| Totale                                                                  |                                                                         | Presenze                                                                | 5                                                                       |                                                                         | Reti                                                                    | 0                                                                       |                                                                         |